# Второе Шанхайское сражение
Второе Шанхайское сражение (яп. 第二次上海事変), также известное как Битва при Шанхае и реке Сучжоухэ (кит. упр. 淞沪会战, пиньинь Sōnghù Huìzhàn) — первое крупное сражение между вооружёнными силами Японии и Китая в ходе японо-китайской войны (1937—1945).

## Военно-стратегическая ситуация
В начале войны в НРА числилось порядка 1,7 миллионов человек, однако реальная боевая сила китайской армии была низкой. Подавляющее большинство солдат составляли плохо обученные, плохо экипированные неграмотные вчерашние крестьяне, не имевшие понятия о современной войне. Лишь около 300 тысяч человек, имевших более высокую подготовку, было сведено в 40 дивизий. Из них около 80 тысяч человек служило в дивизиях, натренированных германскими инструкторами; эти дивизии составляли ядро Центральной армии Чан Кайши. Однако даже эти элитные дивизии были плохо снабжены современными видами оружия. Таким образом, из почти двух миллионов вооружённых китайцев лишь около ста тысяч могло сражаться с японцами более-менее на равных.
После того как 7 июля 1937 года начались боевые действия между китайскими и японскими войсками, большинство боёв шло на севере Китая (они известны под общим названием Битва за Пекин-Тяньцзинь). 
Чан Кайши и его советники считали, что следующим логичным шагом для японской армии будет наступление вдоль железных дорог Пекин-Ханькоу и Пекин-Пукоу, чтобы попасть в Ухань и промышленные районы Центрального и Восточного Китая. Наступление японцев с севера на юг означало бы, что китайской армии нужно выстроить оборону в широтном направлении, и пытаться охватывать японские клинья с флангов.
Однако китайская армия была неспособна к таким манёврам. Японская армия на голову превосходила китайскую по техническому оснащению. У китайцев не было ни достаточного количества автотранспорта, ни подходящих железнодорожных линий для перемещения войск; подавляющее большинство китайских военных частей следовало на фронт пешком. Переброска войск с юга на север Китая в результате занимала гораздо больше времени, чем доставка японцами подкреплений по морю с Японских островов. Поэтому доставка подкреплений на север Китая была невозможна; кроме того, если бы японцам удался выход в центр Китая, они потом могли бы прижать китайскую армию к морю в районе Шанхая и Нанкина, как это сделали немцы с английской армией во время битвы за Дюнкерк. В условиях полного господства на море японского флота это означало бы полное уничтожение китайских вооружённых сил. В этой ситуации Чан Кайши решил открыть второй фронт в Шанхае, чтобы оттянуть неприятельские силы в Восточный Китай. Если бы японцы сменили направление наступления с оси север-юг на ось восток-запад, то это позволило бы китайской армии, опираясь на заранее подготовленные рубежи обороны, сдерживать японское наступление, давая возможность организовать в глубине страны базу для дальнейшей войны.
Командование японского флота настаивало на захвате Шанхая, однако командование армии отказывалась сотрудничать вплоть до начала августа. Армия отказывалась размещать войска в центральном и восточном Китае, во-первых, потому, что боялась, что такие действия создадут недостаток сил в северном Китае и Маньчжоу-го на границе с СССР (Япония считала СССР основной угрозой своему присутствию в Китае и не желала ухода из северного Китая), а во-вторых, потому, что такие действия могли вовлечь Японию в конфронтацию с другими державами, присутствующими в регионе. Кроме того, командование японской армии было очень низкого мнения о боеспособности китайских вооружённых сил и считало, что погрязший в гражданских войнах Китай не рискнёт бросить войска против качественно превосходящих японских вооружённых сил, и, следовательно, в переброске японской армии в центральный Китай нет нужды.
Со своей стороны Чан Кайши не мог допустить перехода в японские руки провинций Цзянсу и Чжэцзян. В провинции Цзянсу находились как Нанкин (тогдашняя столица Китая), так и Шанхай (крупнейший порт). Именно в этих провинциях в годы «Нанкинского десятилетия» возводились основные промышленные мощности. Кроме того, это был единственный регион Китая, в котором правительство Чан Кайши не имело политических противников. Поэтому Чан Кайши было необходимо защищать Шанхай любой ценой.
Руководство подготовкой Шанхая к обороне было поручено генералу Чжан Чжичжуну, герою событий 1932 года. Так как у Китая не было достаточного количества артиллерии и танков, Чжан Чжичжун считал, что китайская армия должна использовать своё численное превосходство, захватить инициативу и сбросить японцев в море до того, как они смогут получить подкрепления. 
Еще в 1933 году для координации обороны дельты Янцзы было создано три оборонительных района: Нанкинский, Нанкин-Ханчжоуский, и Нанкин-Шанхайский. В 1934 году при содействии Германии началось строительство так называемой «Китайской линии Гинденбурга». Первая такая оборонительная линия, «линия Уфу» (吳福線), протянулась от Сучжоу до Фушани, а вторая — «линия Сичэн» (錫澄線) — от Уси до Цзянъина. Эти линии должны были прикрыть нанкинское направление в случае, если Шанхай попадёт в руки противника. Линии были полностью завершены весной 1937 года, всего за месяц до начала войны; к сожалению, у Китая не хватало обученных войск для полной комплектации этих линий гарнизонами, и к моменту начала боевых действий координация обороны не была завершена.

## Начало

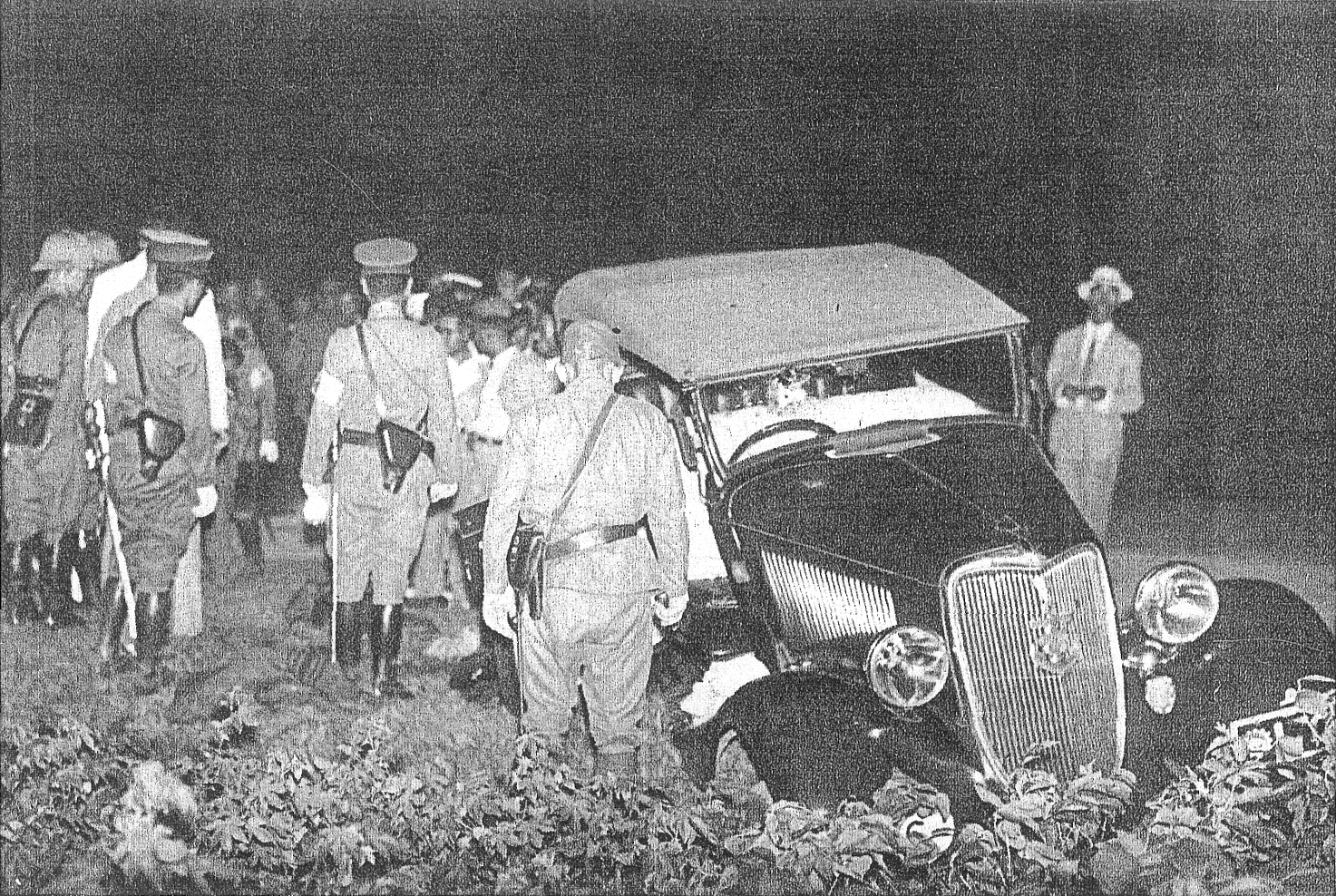
Инцидент с Оямой 9 августа 1937 года

9 августа лейтенант японской морской пехоты Исао Ояма попытался нелегально проникнуть на территорию аэропорта Хунцяо и был застрелен расположенными рядом Отрядами по поддержанию порядка. Неизвестно, действовал ли Ояма на свой страх и риск или выполнял приказ вышестоящего начальства, однако в любом случае этот инцидент накалил обстановку в Шанхае. 10 августа генеральный консул Японии извинился за действия Оямы, так как это было явным вторжением на китайскую территорию, однако потребовал, чтобы китайцы убрали Отряды по поддержанию порядка и разрушили возведённые ими укрепления вокруг города. Также он заявил, что то, что застрелен японский офицер, рассматривается японской армией как унижение, и что малейшая провокация взорвёт ситуацию. Инцидент также послужил для японцев поводом для отправки в Шанхай подкреплений с 10 августа. С китайской точки зрения инцидент с Оямой был ещё одной провокацией, ничем не отличавшейся от прочих «инцидентов» 1930-х. В ответ на передислокацию японских войск Чан Кайши 11 августа отдал приказ на введение китайских войск в шанхайский регион.
12 августа на собрании представителей великих держав Япония потребовала надавить на Китай с целью отвода китайских войск от Шанхая, однако мэр Юй Хунчунь заявил, что Япония уже нарушила мирное соглашение, когда начала в июле боевые действия на севере страны. Великие державы не желали увидеть повторения инцидента 28 января, сильно повредившего иностранной активности в Шанхае, однако китайское население горячо приветствовало присутствие китайских войск в городе.
Китайские и японские представители встретились в Нанкине, чтобы в последний раз попытаться договориться. Японцы потребовали, чтобы Китай отвёл от Шанхая Отряды по поддержанию порядка и вывел из пригородов все регулярные войска. Китайцы настаивали, что японские требования об одностороннем китайском отступлении являются неприемлемыми, так как обе страны уже воюют в северном Китае. В итоге мэр Юй заявил, что китайские власти могут гарантировать, что китайские войска не будут стрелять, если им не придётся стрелять в ответ. Япония со своей стороны возложила всю ответственность на Китай, так как именно Китай разместил свои войска вокруг Шанхая. Переговоры завершились ничем, и война с неизбежностью должна была распространиться на центральный Китай.

## Первая фаза (13—22 августа)
Около 9 часов утра 13 августа произошли перестрелки между китайским Отрядами по охране порядка и японскими отрядами в шанхайских районах Чжабэй, Усун и Цзянвань. Около 3 часов дня японские войска прошли по мосту Бацзыцяо в районе Чжабэй и атаковали ряд целей в городе, на что китайская 88-я дивизия ответила миномётным огнём. Спорадические перестрелки продолжались, пока около 4 часов дня японское командование не приказало японским кораблям 3-го флота, находящимся в реках Янцзы и Хуанпу, открыть огонь по китайским позициям в городе. Вечером Чан Кайши отдал Чжан Чжичжуну приказ начать на следующее утро наступление китайских войск. Утром 14 августа китайские ВВС бомбили японские цели, а в 3 часа дня китайские сухопутные войска атаковали японские позиции. В тот же день китайское правительство опубликовало «Прокламацию о самооборонительной войне сопротивления» (自衛抗戰聲明書), объясняющую китайское решение сопротивляться японской агрессии. Шанхайское сражение началось.
В начале сражения с китайской стороны общее командование осуществлял Чжан Чжичжун, который был командиром 5-й армии и Нанкин-Шанхайского военного района. Чжан Чжичжун изначально планировал использовать численно превосходящие китайские войска для того, чтобы внезапно атаковать японские войска и сбросить их в реку Хуанпу, после чего блокировать побережье, не давая японцам возможности высадить подкрепления на набережной между Яншупу и Хункоу. 88-я китайская дивизия должна была атаковать японский штаб в Чжабэе, а 87-я дивизия — ударить по укреплённой текстильной фабрике Гунда, где размещалось командование японской морской пехоты. Чжан полагал, что сможет достигнуть намеченных целей за неделю, однако вскоре начались проблемы: оказалось, что японские укреплённые пункты сделаны из толстого бетона, который не пробивался из 150-мм гаубиц — единственного тяжёлого оружия, которое было в распоряжении китайцев. Всё, что могли сделать китайские войска — это подбираться к японским укреплением под прикрытием пулемётного огня, и забрасывать их гарнизоны гранатами. Китайское наступление сильно замедлилось, и элемент внезапности был утерян.

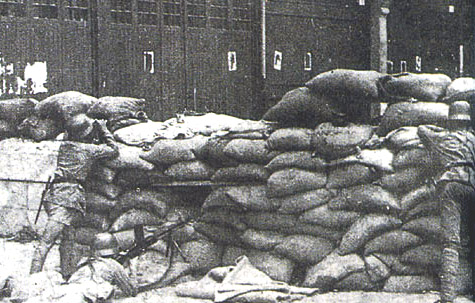
Солдаты 87-й дивизии НРА блокируют улицу в Шанхае

Не имея тяжёлого вооружения для уничтожения японских опорных пунктов, Чжан решил перейти к их окружению. 16 августа он приказал своим людям брать под контроль улицы вокруг японских позиций. Каждый раз после успешной зачистки улицы китайцы сооружали укрепления из мешков с песком, постепенно окружая каждый из японских опорных пунктов. Поначалу эта тактика была успешной, и китайцы в течение дня смогли ликвидировать много японских постов, однако затем японцы пустили по широким улицам танки, легко отражавшие китайские атаки, и свели стратегию окружения на нет. 18 августа китайское наступление было прекращено.
18 августа на фронт прибыл Чэнь Чэн, чтобы обсудить сложившуюся ситуацию с Чжан Чжичжуном. Они решили отправить в бой свежеприбывшую 36-ю дивизию, чтобы атаковать доки Хуэйшань на северной стороне реки Хуанпу. Тем временем 87 дивизия прорвала японскую оборону в Яншупу и стала наступать на доки Хуэйшань вместе с 36-й дивизией. 22 августа танки 36-й дивизии дошли до доков, однако не смогли долго удерживать захваченные позиции: китайская пехота не была обучена совместным действиям с танками, а без пехотной поддержки танки становились уязвимыми для японского противотанкового оружия и обычной артиллерии, бившей прямой наводкой, и после достижения центра города оказались бесполезными. Те немногие части, что смогли пройти с танками сквозь доки, были пойманы японцами в ловушку и уничтожены с помощью огнемётов и пулемётов. Хотя китайцам и удалось оттеснить японцев к реке Хуанпу, потери были очень высокими: к примеру, только ночью 22 августа 36-я дивизия потеряла более 90 офицеров и порядка 1000 рядовых.
22 августа под прикрытием корабельной артиллерии японские 3-я, 8-я и 11-я дивизии произвели высадку с моря в посёлках Чуаньшакоу, Шицзылинь и Баошань, находящихся на северо-восточном побережье примерно в 50 км от собственно Шанхая. Японская высадка привела к тому, что многие из китайских подразделений, воевавших в городе, пришлось перебазировать к побережью для отражения десанта. В результате фронт вытянулся от городской части Шанхая вдоль реки Хуанпу к северо-восточному побережью. Китайское наступление в городских кварталах остановилось, и ситуация стала патовой: обе стороны несли в городе тяжёлые потери, но изменения в начертании линии фронта при этом происходили минимальные. Китайские дивизии смогли продержаться в Чжабэе, Цзянване и других местах города в течение трёх месяцев, пока ситуация на других участках не привела к необходимости оставления этих позиций.

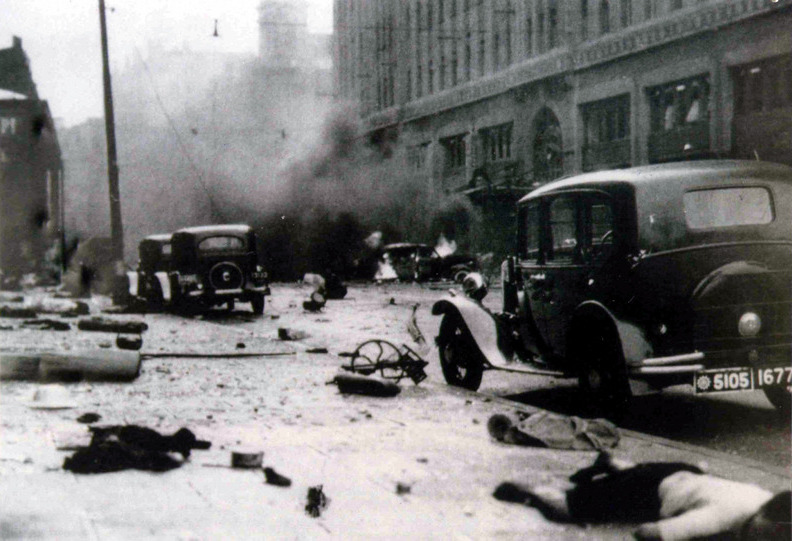
Жертвы китайского авианалёта в Международном сеттльменте, 14 августа 1937 года

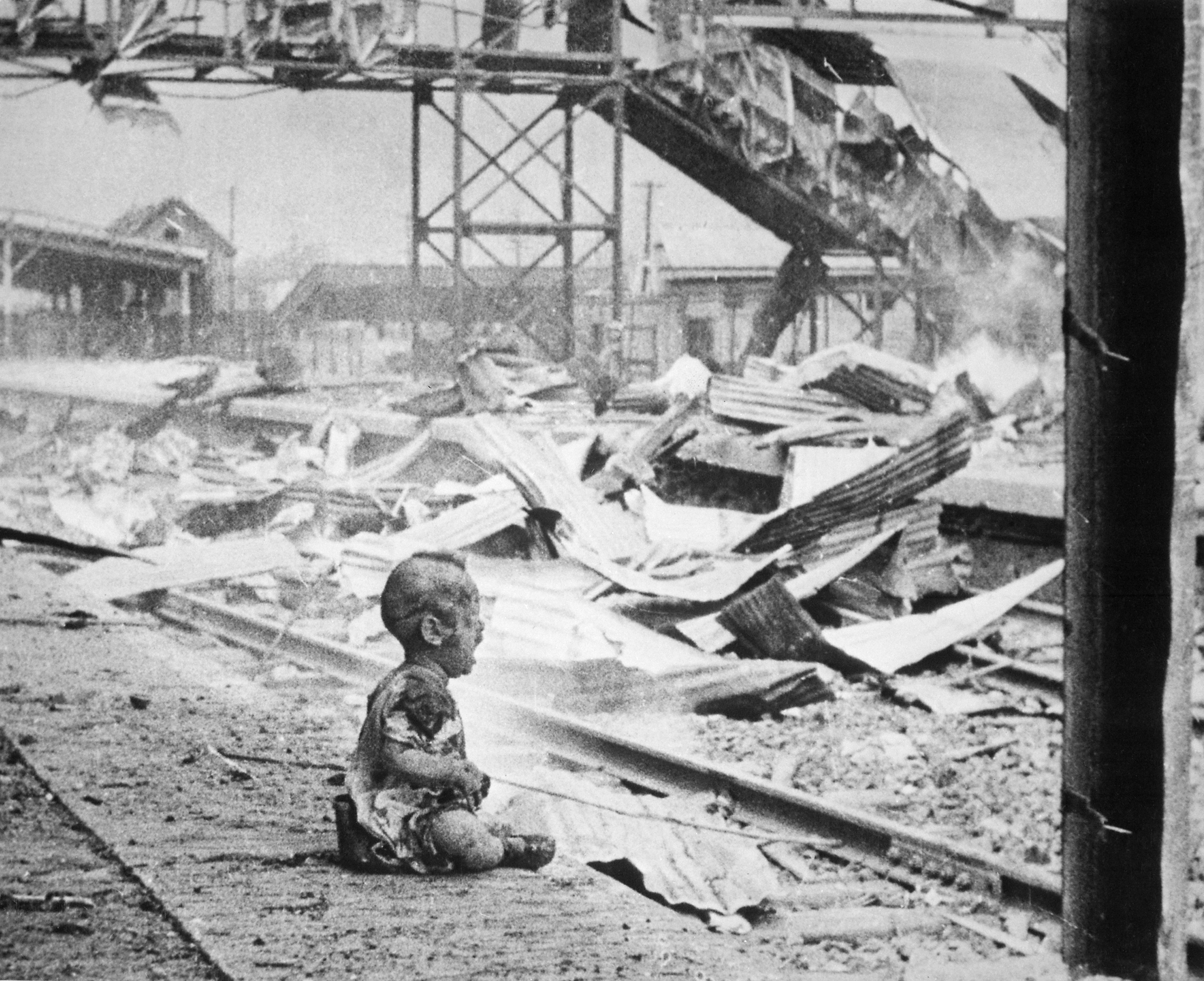
Кровавая суббота, бомбардировки южного Шанхайского вокзала 28 августа 1937 года

14 августа ВВС Китая нанесли бомбовый удар по стоявшему в реке Хуанпу японскому крейсеру «Идзумо». Часть бомб при этом упала в Шанхайский международный сеттльмент, что привело к многочисленным жертвам среди мирных жителей. Японские ВВС нанесли ответный удар, и 4-я эскадрилья ВВС Китая под командованием капитана Гао Чжихана на советских самолетах И-15, И-16, И-153 сбила 6 японских самолётов, не потеряв при этом ни одного. В 1940 году в честь этого события правительство Китайской республики объявило 14 августа «Днём ВВС».
С 15 по 18 августа шли интенсивные воздушные бои. Китай не имел собственной авиапромышленности, его авиация состояла из тех самолётов, которые удавалось приобретать в других странах, и им постоянно не хватало запчастей и снаряжения; у Японии же была собственная развитая передовая авиационная промышленность, и она могла свободно снабжать свои войска по морю, поэтому итог воздушной кампании в Шанхае был очевиден. За время Шанхайского сражения ВВС Китайской республики заявили о 85 сбитых японских самолётах и 51 потопленном корабле, однако сами при этом потеряли 91 самолёт, что составило половину всего авиапарка.
15 августа японцы сформировали из 3-й и 11-й дивизий Шанхайскую экспедиционную армию, командиром которой стал генерал Иванэ Мацуи. 19 августа японский премьер-министр Фумимаро Коноэ заявил, что японо-китайский конфликт может быть разрешён лишь на поле битвы, независимо от попыток третьих стран организовать переговоры. Согласно заявлению Коноэ, изначальный план локализации конфликта регионом Шанхая теперь изменён на план тотальной войны, конечной целью которой является принуждение китайского правительства к экономическому и политическому сотрудничеству с Японией. С 23 августа Япония приступила к бомбардировкам Нанкина и других городов центрального Китая; в этот же день Шанхайская экспедиционная армия прибыла на фронт.
Провал китайского наступления сильно разочаровал Чан Кайши и его штаб. Чан критиковал Чжана за его плохую подготовку операции, в особенности за отсутствие вооружений, способных бороться с японскими укреплениями, что привело к большим потерям среди наступавших китайских войск с самого начала. Также Чжан критиковался за его страсть к публичности и организацию пресс-конференций для китайских и иностранных журналистов в космополитичном Шанхае. От Чжан Чжичжуна командование перешло к Чан Кайши и его штабу, наиболее заметными фигурами в котором были Чэнь Чэн и Гу Чжутун. Был организован 3-й военный район, в который вошёл Шанхай.

## Вторая фаза (23 августа — 26 октября)
Самые интенсивные и самые кровавые бои шли с 23 августа, когда началась высадка японского десанта, до 26 октября, когда китайские войска оставили городскую часть Шанхая. В этот период большинство боёв проходило на 40-километровой линии, соединяющей городскую часть Шанхая с находящимся к северо-востоку от неё на морском побережье посёлком Люхэ (瀏河), где японцы производили свою высадку.

### Противодесантная оборона (23 августа — 10 сентября)

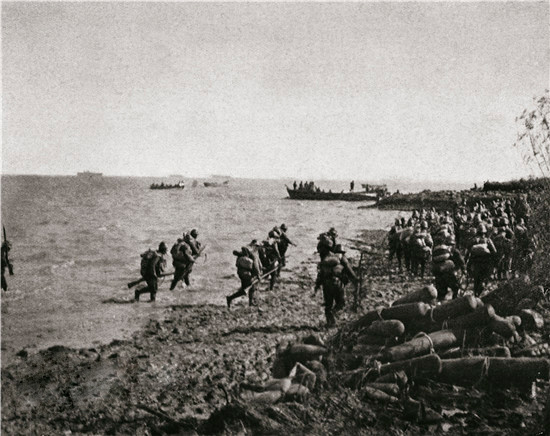
Японский десант высаживается под Шанхаем

23 августа 1937 года японская Шанхайская экспедиционная армия начала высадку в Люхэ, Усуне и Чуаньшакоу. Чан Кайши ожидал подобного развития событий, и Чэнь Чэну было поручено усилить оборону побережья в этом районе за счёт 18-й армии. Японцы сильно превосходили китайцев в огневой мощи, и начинали высадку с авиационных и артиллерийских ударов по китайским укреплениям на побережье, однако по окончании бомбардировки китайские войска вновь занимали свои позиции и встречали огнём японских десантников.
Бои между японскими десантниками и китайскими силами береговой обороны продолжались в городах и деревнях побережья в течение двух недель. Так как у китайских войск имелось лишь лёгкое стрелковое вооружение, авиаподдержка была недостаточной, а китайского флота практически не существовало, то они понесли тяжёлые потери, от некоторых полков осталось лишь по несколько человек. Песчаные почвы не позволяли соорудить сильных укреплений, а те, что удавалось возвести, не обеспечивали хорошей защиты. Многие траншеи были размыты дождями, а японские бомбардировки не позволяли их восстанавливать. Отсутствие транспорта не позволяло доставить на фронт стройматериалы, и зачастую материалы для укреплений брались из разрушенных в результате бомбардировок домов. Тем не менее китайские войска как могли сражались за населённые пункты побережья: очень часто японцам удавалось занять днём какой-нибудь населённый пункт при сильной поддержке с моря лишь затем, чтобы потом потерять его из-за ночной китайской контратаки.
Бои на побережье продолжались до тех пор, пока в конце августа не возникла угроза падения жизненно важного уездного центра Баошань. Чан Кайши приказал остаткам 98-й дивизии оборонять город, для чего был выделен батальон Яо Цзыцина. 5 сентября японцы окружили город, но Яо приказал своим людям стоять до последнего. Японская артиллерия практически стёрла город с лица земли, сам Яо погиб в одной из рукопашных схваток в ходе боёв в городе. 6 сентября Баошань пал; погиб весь защищавший его китайский батальон за исключением одного человека.

### Бои у городка Лодянь (11—30 сентября)

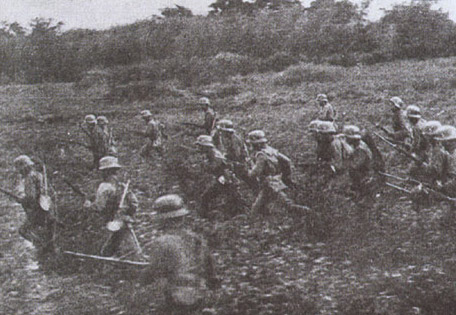
Китайские войска идут в атаку под Лодянем

11 сентября, после падения Баошаня, китайская армия заняла оборону у городка Лодянь (羅店). Сам по себе Лодянь был небольшим городком, но через него проходили дороги, связывавшие между собой Баошань, центр Шанхая, Цзядин, Сунцзян и ряд других населённых пунктов. Таким образом, успех обороны Лодяня являлся ключом к успешной защите Сучжоу и Шанхая. Ещё 29 августа германский советник Александр фон Фалькенхаузен сказал Чан Кайши, что Лодянь нужно защитить любой ценой. Для обороны Лодяня китайцы сконцентрировали порядка 300 тысяч солдат, в то время как японцы подвели свыше 100 тысяч человек, поддержанных танками, корабельной артиллерией и авиацией.
Интенсивность последовавших боёв привела к тому, что их назвали «кровавой мясорубкой» (血肉磨坊). Японцы обычно начинали наступление днём с авиабомбардировки, после чего запускали аэростаты, с которых искали оставшиеся непоражёнными китайские цели для их последующей обработкой артиллерией. Затем, под прикрытием дымовых завес и при поддержке танков, в атаку устремлялась японская пехота. Пехотному наступлению помогали японские самолёты, осуществлявшие штурмовку китайских укреплений.
Даже в таких условиях китайские войска вели оборонительные бои. По ночам китайские солдаты минировали дороги, ведущие к Лодяню от побережья, и завязывали ночные бои с наступающими японскими войсками. В дневное время, для уменьшения потерь от японских бомбардировок, китайцы оставляли на передовых позициях небольшое количество войск, отводя основные контингенты в тыл; отведённые в тыл войска возвращались на передовые линии после прекращения обстрела, когда японская пехота выходила в атаку.
Несмотря на численное превосходство, китайским войскам не удалось защитить Лодянь. Китайские войска не могли эффективно наступать, и им оставалось лишь обороняться. Тактика жёсткой обороны привела к тому, что потери в войсках Чэнь Чэна, оборонявших город, составили свыше 50 %. К концу сентября китайцам пришлось оставить Лодянь.

### Бой за Дачан (1—26 октября)
1 октября, по совету военных специалистов, премьер-министр Коноэ решил объединить северокитайский и центральнокитайский театры военных действий, и провести эскалацию конфликта, чтобы с помощью октябрьского наступления подчинить Китай и завершить войну. К этому моменту японцы довели численность своих войск в шанхайском регионе до 200 тысяч человек. Японская армия взяла городок Люхан, находившийся к югу от Лодяня, и вышла к реке Юньцзаобинь. Целью японцев было форсировать Юньцзаобинь и взять город Дачан, через который проходила дорога, связывающая городской центр Шанхая с населёнными пунктами на северо-западе. Если бы Дачан пал, то китайским войскам пришлось бы покинуть позиции, находившиеся в центре Шанхая и восточнее реки Хуанпу, чтобы избежать окружения. От того, сколько продержится Дачан, зависело то, сколько будут продолжаться бои в Шанхайском военном районе, поэтому Чан Кайши бросил на защиту Дачана все силы, которые удалось собрать.
Две армии завязали бой вдоль реки Юньцзаобинь, однако линия фронта при этом практически не менялась. С 11 сентября по 20 октября японцы смогли продвинуться лишь на 5 км; в некоторые дни позиции переходили из рук в руки по 5 раз. 17 октября из Гуанси прибыли войска, руководимые Ли Цзунжэнем и Бай Чунси, и китайцы начали последнее контрнаступление, пытаясь консолидировать позиции вокруг Дачана и отбить берег Юньцзаобинь. Однако наступление было плохо скоординированным, и китайцы опять страдали от японского превосходства в огневой мощи. В Дачанской операции японцы задействовали 700 орудий и 150 самолётов; город был превращён в руины. 25 октября Дачан окончательно перешёл в руки японцев. После этого китайским войскам не оставалось ничего иного, кроме того как покинуть Шанхай, который они удерживали в течение трёх месяцев.

## Третья фаза (27 октября — 26 ноября)

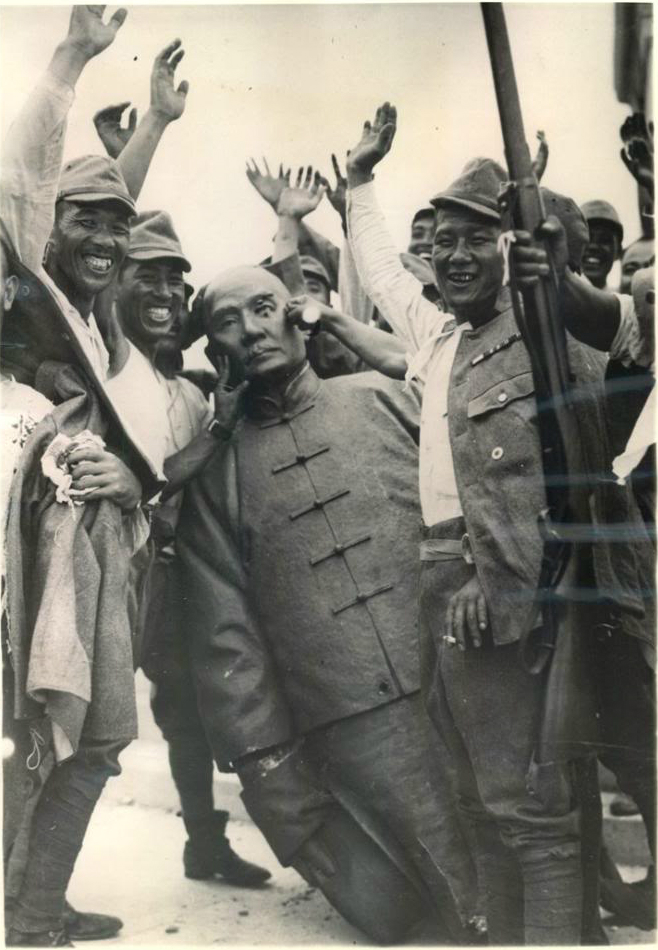
Японские солдаты в Шанхае у сломанной статуи Сунь Ятсена

### Отступление китайских войск из городской части Шанхая
Ночью 26 октября китайские войска начали отходить из городского центра Шанхая. Так как Дачан и другие важные пригороды попали в руки японцев, Чан Кайши приказал войскам отступать через Чжабэй, Цзянвань и прочие позиции, которые они удерживали в течение 75 дней. Однако одному батальону 88-й дивизии было приказано оборонять склад Сыхан на северном берегу Сучжоухэ. Чан не мог полностью оставить Шанхай, так как конференция стран-подписантов Договора девяти держав как раз обсуждала в Брюсселе возможность вмешательства западных стран в японо-китайский конфликт.
Китайские войска пересекли Сучжоухэ и перегруппировались для новой схватки с японцами.

### Бои на реке Сучжоухэ
Первоначальный план Чан Кайши заключался в том, чтобы сражаться южнее Сучжоухэ и нанести японцам как можно большие потери. Однако после трёх месяцев интенсивных боёв китайские войска были сильно истощены, дивизии по силе равнялись паре полков. Китайские командиры смотрели на перспективы сражения с большим пессимизмом. Ли Цзунжэнь, Бай Чунси, Чжан Факуй и прочие настаивали на том, что китайские войска должны отойти на оборонительные линии Уфу и Сичэн для защиты Нанкина, однако Чан желал, чтобы китайские войска продолжали сражаться на южном берегу Сучжоухэ. 28 октября Чан Кайши лично прибыл на линию фронта, чтобы поднять боевой дух солдат, однако положение было безнадёжным. 30 октября японцы форсировали Сучжоухэ, и китайские войска оказались под угрозой окружения.

### Японский десант в Цзиньшане
Ещё 12 октября японское командование разработало план десанта в расположенном к югу от Шанхая городке Цзиньшаньвэй на северном берегу бухты Ханчжоувань с последующим наступлением на север. Чан Кайши опасался возможного окружения своих войск под Шанхаем японскими ударами с севера и юга, и приказал своим командирам принять меры предосторожности на случай японской высадки под Цзиньшаньвэем. Однако падение Дачана в конце октября вынудило Чан Кайши передислоцировать дивизии, первоначально предназначавшиеся для обороны Цзиньшаньвэя.
В результате 5 ноября в Цзиньшаньвэе беспрепятственно высадилась японская 10-я армия, сформированная из частей, переброшенных из-под Тайюани. Цзиншаньвэй находился всего в 40 километрах от реки Сучжоухэ, куда китайские войска только что отошли после падения Дачана.

## Отступление китайской армии
В октябре японская Шанхайская экспедиционная армия была усилена 10-й армией под командованием генерала Хэйсукэ Янагава. 7 ноября Шанхайская экспедиционная армия и 10-я армия были объединены в Центрально-Китайский фронт под командованием генерала Иванэ Мацуи (оставшегося при этом командиром Шанхайской экспедиционной армии). Разгромив китайские войска вокруг Шанхая, Шанхайская экспедиционная армия предложила Императорской Ставке атаковать Нанкин.
Была проведена реорганизация управления: командиром Шанхайской экспедиционной армии был назначен принц Ясухико (дядя императора Хирохито), а Мацуи остался командиром Центрально-Китайского фронта, координируя действия 10-й армии и Шанхайской экспедиционной армии (в реальности, однако, Мацуи было затруднительно командовать членом императорской фамилии, назначенным на свой пост самим императором).
Высадка японцев в Цзиньшаньвэе означала, что китайской армии нужно оставить шанхайский фронт и идти на прорыв, однако Чан Кайши лелеял надежду, что подписанты Договора девяти держав всё-таки введут санкции против Японии. Лишь 8 ноября китайское командование издало приказ об отходе шанхайского фронта. Китайским войскам было приказано отступать к находящимся западнее городкам, а от них — к оборонительным линиям для прикрытия Нанкина.
К этому времени китайские войска были полностью измотаны, им не хватало снаряжения и боеприпасов, поэтому шансов на успешную оборону было мало. Через два дня пал Куньшань, и 13 ноября остатки китайских войск начали отход на оборонительную линию Уфу. В творившемся хаосе войска отступали в беспорядке, а достигнув линии Уфу, зачастую обнаруживали, что гражданский персонал, который должен был встретить их и передать им укрепления, бежал, унеся с собой ключи от всех дверей, в результате чего войска не могли воспользоваться готовыми защитными сооружениями.
Линия Уфу была прорвана японцами 19 ноября, и китайские войска отступили к линии Сичэн, которую им пришлось оставить 26 ноября. «Китайская линия Гинденбурга», на строительство которой были потрачены миллионы, пала за две недели. Битва за Шанхай завершилась, началась битва за Нанкин.

## Результаты
Решение Чан Кайши бросить элитные ударные части в битву за Шанхай привело к тому, что в результате трёхмесячной мясорубки они потеряли до 60 % личного состава. За одно сражение было потеряно 25 тысяч младших офицеров, подготовленных Центральной военной академией в период с 1929 по 1937 годы. Центральная армия так и не смогла оправиться от таких потерь. К началу сражения за Нанкин, к примеру, в 88-й дивизии, которая была одной из лучших элитных дивизий Чан Кайши, насчитывалось всего 7 тысяч человек, из которых 3 тысячи составляли новобранцы, набранные для замены погибших ветеранов.
Потеря собственных вооружённых сил вынудила Чан Кайши опираться на командующих провинциальными войсками, которые не заканчивали Академии Вампу и чья лояльность была под вопросом. Из-за утраты собственных вооружённых сил Чан Кайши лишился рычага воздействия на местных полевых командиров. В итоге генералиссимус был не главнокомандующим единой армии, а главой слабой коалиции. Потеря лучших войск сделала для китайской стороны невозможным планирование и осуществление серьёзных военных операций.
Основной причиной, по которой китайская армия так долго удерживала город, была надежда на вмешательство западных держав. Обычно западные державы уделяли мало внимания Китаю, будучи больше занятыми ситуацией в Европе; кроме того, они не верили в боеспособность китайской армии, и считали, что Япония всё равно победит. Поэтому Чан Кайши решил показать Западу, что на этот раз речь идёт не об очередном «инциденте», а о полномасштабной войне.
12 сентября, через месяц после начала Шанхайского сражения, Китай выдвинул против Японии обвинения в Лиге Наций, однако Лига, как обычно, не смогла выработать эффективных санкций против Японии, лишь сделав 4 октября заявление, в котором выражалась «духовная поддержка» Китая.
5 октября президент США Франклин Рузвельт выступил с речью, в которой призвал США оказать помощь нациям, сражающимся против агрессии. Эта речь воодушевила Китай. Так как США не были членом Лиги Наций, то представитель Великобритании предложил прекратить рассмотрение дела в Лиге и созвать конференцию подписантов Договора девяти держав, в которой США приняли бы участие на законных основаниях. Надежда на вмешательство США заставила Чан Кайши приказать войскам продолжать сопротивление, чтобы показать Западу, что Китай в состоянии сражаться.
В середине октября ситуация для китайских войск в Шанхае складывалась всё хуже, и в конце месяца им пришлось начать отступление. Однако, так как конференция подписантов Договора девяти держав должна была открыться в Брюсселе в начале ноября, то Чан Кайши приказал войскам оставаться в пригородах Шанхая, а одному батальону пришлось удерживать склад Сыхан, находившийся в центре Шанхая напротив международного сеттльмента.
Конференция в Брюсселе открылась 3 ноября, но её эффект был нулевым. Японию дважды приглашали принять участие в конференции, но она отказывалась, а 5 ноября японские войска высадились под Цзиньшаньвэем и приступили к окружению китайских войск под Шанхаем. Надежда на положительные результаты конференции заставила Чан Кайши приказать войскам стоять до последнего вместо того, чтобы отойти к укреплённым линиям. 24 ноября конференция собралась в последний раз, но так и не выработала никаких мер, способных остановить японскую агрессию.